# Berta Quiero
Berta Quiero Monsalves (Lota, Región del Biobío, 18 de junio de 1935) es una directora de teatro y actriz chilena con una extensa trayectoria en el teatro penquista.

## Familia y estudios
Hija de Luis Quiero Díaz y Berta Monsalves Maldonado, estudió Pedagogía en español y teatro en la Universidad de Concepción.

## Vida escénica
Entre 1965 y 1971 trabajó como directora de teatro en el Teatro Universidad de Concepción. Formó parte del elenco de la compañía Teatro de la Universidad de Concepción (TUC), así como de la compañía Teatro Independiente Caracol, con la cual actuó como protagonista en el reestreno de la obra «Las tres pascualas» de Isidora Aguirre, cuya primera función se realizó en el Aula Magna en enero de 1977, junto con las actrices Lucy Neira y Norma Gómez.
En 1978 con la compañía Caracol dirigió la obra «La remolienda» de Alejandro Sieveking, sumando cien funciones con más de 10 mil espectadores. También dirigió otros montajes tales como «Ánimas de día claro», «El lugar donde mueren los mamíferos» de Jorge Díaz, «La princesa Panchita», entre otras obras chilenas.
Más tarde continuó dirigiendo a diversos grupos de teatro, tales como el del Colegio Álemán, el del Colegio Médico, el de la Universidad de Concepción y el de actores ciegos en Coanil, realizando con todos ellos giras alrededor de toda la Región del Biobío.
El año 2009 recibió el «Premio Regional Artes Escénicas Tennyson Ferrada» por su destacada trayectoria profesional en las tablas penquistas.

## Libros
- 30 años de poesía en Concepción, Revista Atenea